# Lista de cruzadores pesados afundados

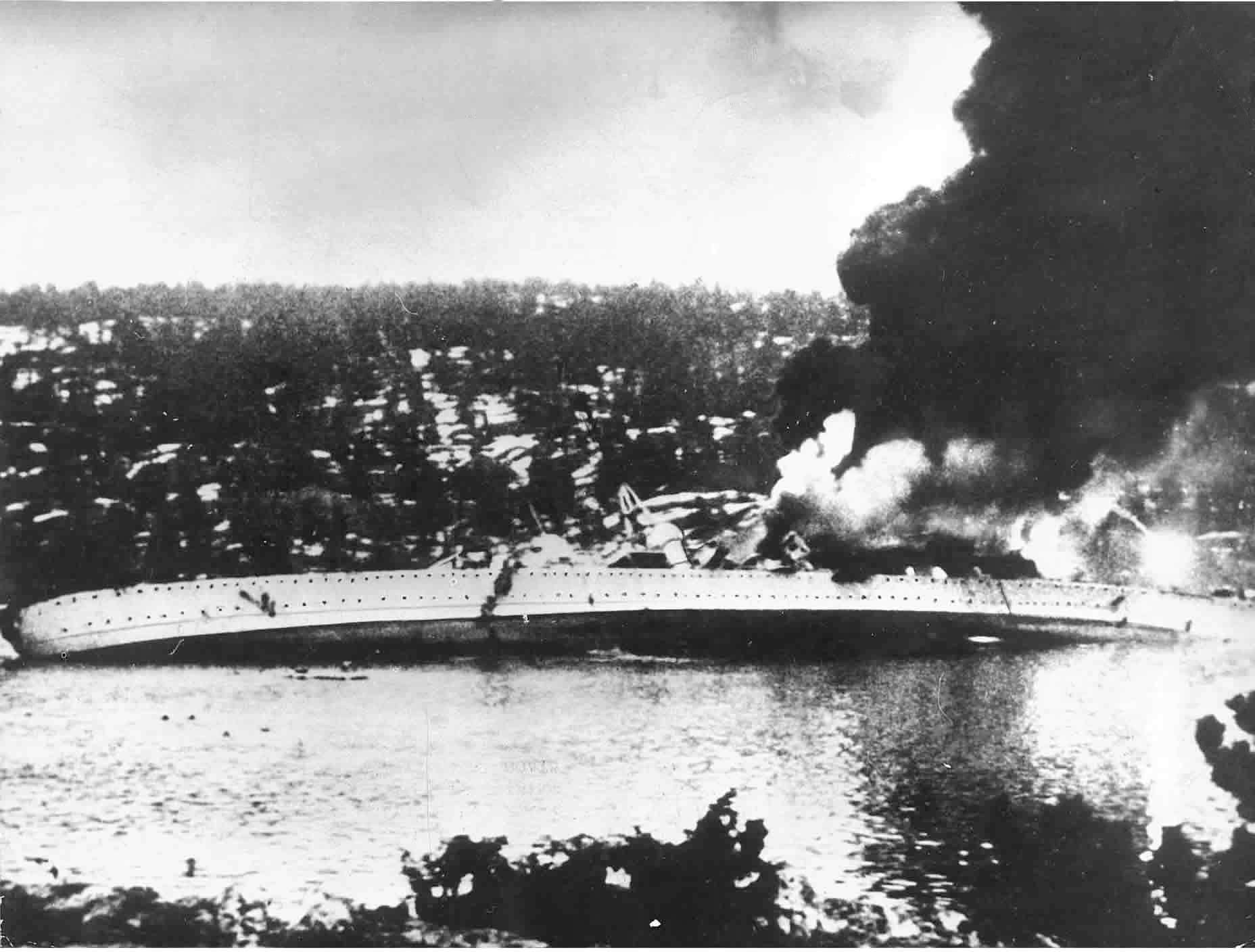
O cruzador pesado alemão Blücher afundando após a Batalha do Estreito de Drøbak em 9 de abril de 1940

Vários cruzadores pesados de diferentes marinhas do mundo afundaram entre as décadas de 1920 e 1940, seja em batalha, por ação deliberada ou por algum outro meio, como alvos de tiro ou testes. Cruzadores pesados foram definidos pelo Tratado Naval de Washington de 1922 e pelo Tratado Naval de Londres de 1930 como cruzadores armados com canhões principais maiores que 155 milímetros e de até 203 milímetros. O primeiro cruzador pesado naufragado na história foi o HMS Raleigh da Marinha Real Britânica, que encalhou no litoral da Terra Nova em agosto de 1922 e foi destruído alguns anos depois porque não pode ser libertado. O primeiro cruzador pesado naufragado em combate foi o Baleares da Armada Espanhola, que foi torpedeado e afundado na Batalha do Cabo de Palos em março de 1938 durante a Guerra Civil Espanhola.
Foi durante a Segunda Guerra Mundial entre 1939 e 1945 que a maioria dos naufrágios de cruzadores pesados ocorreram. O primeiro foi o Admiral Graf Spee da Kriegsmarine, que foi deliberadamente afundado em dezembro de 1939 após a Batalha do Rio da Prata. As diferentes campanhas ao redor da Europa vitimaram a maioria dos navios da Kriegsmarine e da Marinha Real Italiana, além de metade daqueles da Marinha Nacional Francesa, que foram afundados em confrontos de superfície, por ataques aéreos ou por ação deliberada de suas tripulações. Entretanto, o maior número de naufrágios ocorreu durante as várias campanhas do Teatro do Pacífico. Nesta, quase todos os cruzadores pesados da Marinha Imperial Japonesa foram afundados, com um número razoável de navios da Marinha dos Estados Unidos e Marinha Real Britânica também tendo sido perdidos, além de um da Marinha Real Australiana. O último cruzador pesado naufragado na guerra foi o USS Indianapolis depois de ser torpedeado por um submarino.
Mais alguns outros cruzadores pesados foram perdidos nos anos imediatamente após o fim da guerra. Dois navios da Marinha Imperial Japonesa foram capturados pela Marinha Real Britânica e foram deliberadamente afundados em julho e outubro de 1946 nos Estreito de Malaca. Por fim, outros quatro foram afundados como alvos de tiro em testes de armamentos, dois da Kriegsmarine e dois da Marinha dos Estados Unidos. O estadunidense USS Pensacola foi o último cruzador pesado da história a naufragar, tendo sido afundado durante testes em novembro de 1948 no Oceano Pacífico. A maioria dos navios perdidos permanecem naufragados em diferentes estados de preservação, porém um bom número daqueles que afundaram em águas rasas tiveram seus destroços desmontados nos anos que se seguiram ao final da Segunda Guerra Mundial.

## Perdas
O primeiro cruzador pesado naufragado da história foi o HMS Raleigh da Marinha Real Britânica, que encalhou no Estreito de Belle Isle em Terra Nova em 8 de agosto de 1922 durante uma neblina espessa, sendo declarado uma perda total e destruído em 1928. Já o primeiro cruzador pesado perdido em combate foi o Baleares da Armada Espanhola em 6 de março de 1938, quando foi torpedeado várias vezes por contratorpedeiros republicanos durante a Batalha do Cabo de Palos na Guerra Civil Espanhola.
Foi durante a Segunda Guerra Mundial que o maior número de cruzadores pesados foram perdidos. O primeiro foi Admiral Graf Spee da Kriegsmarine, que foi deliberadamente afundado no Rio da Prata em 17 de dezembro de 1939 depois de ser danificado dias antes na Batalha do Rio da Prata. Vários navios foram perdidos em campanhas na Europa. Durante a Campanha da Noruega, o Blücher também da Kriesgmarine foi afundado em 9 de abril de 1940 na Batalha do Estreito de Drøbak depois de ser torpedeado e alvejado por defensores noruegueses na Fortaleza de Oscarsborg, já o HMS Effingham da Marinha Real Britânica encalhou em Bodø em 18 de maio e foi intencionalmente destruído. A Marinha Real Italiana perdeu quase todos os seus cruzadores pesados na Campanha do Mediterrâneo: primeiro o Fiume, Pola e Zara foram afundados por couraçados e contratorpedeiros britânicos em 29 de março de 1941 na Batalha do Cabo Matapão, em seguida o Trento em 15 de junho de 1942 após ser torpedeado por aeronaves e um submarino, depois o Trieste por ataques aéreos estadunidenses em 10 de abril de 1943 e o Bolzano por mergulhadores enquanto estava atracado em La Spezia em 21 de junho de 1944. Neste meio tempo, o HMS York da Marinha Real Britânica foi torpedeado por lanchas italianas na Baía de Suda e depois deliberadamente afundado em 22 de maio de 1941, já o Colbert, Foch, Dupleix e Algérie da Marinha Nacional Francesa foram deliberadamente afundados em Toulon por suas tripulações em 27 de novembro de 1942 para que não fossem tomados pelos alemães. Nos últimos meses da guerra a Kriegsmarine perdeu três embarcações: o incompleto Seydlitz e o Admiral Hipper foram deliberadamente afundados em 29 de janeiro e 3 de maio de 1945, respectivamente, enquanto o Admiral Scheer foi afundado em 9 de abril por ataques aéreos britânicos.
Um número muito maior de cruzadores pesados foram perdidos durante operações do Teatro do Pacífico. Os primeiros foram o USS Houston da Marinha dos Estados Unidos e o HMS Exeter da Marinha Real Britânica em 1º de março de 1942, o primeiro na Batalha do Estreito de Sunda e o segundo na Batalha do Mar de Java, ambos por forças de superfície japonesas. Em 5 de abril o HMS Cornwall e o HMS Dorsetshire da Marinha Real Britânica foram afundados por ataques aéreos japoneses no Oceano Índico, enquanto em 6 de junho o Mikuma da Marinha Imperial Japonesa foi afundado por ataques aéreos estadunidenses durante a Batalha de Midway. O USS Astoria, USS Quincy e USS Vincennes foram afundados em 9 de agosto na Batalha da Ilha Savo, enquanto o HMAS Canberra da Marinha Real Australiana foi seriamente danificado e precisou ser afundado. No dia seguinte, o Kako da Marinha Imperial Japonesa, que participou desta última batalha, foi torpedeado por um submarino estadunidense, já seu irmão Furutaka foi perdido na Batalha do Cabo Esperança em 12 de outubro depois de ser alvejado várias vezes. O Kinugasa também da Marinha Imperial Japonesa foi afundado um mês depois em 13 de novembro por ataques aéreos na Batalha Naval de Guadalcanal. Depois disso o USS Northampton da Marinha dos Estados Unidos foi torpedeado por contratorpedeiros japoneses na Batalha de Tassafaronga em 1º de dezembro, com seu irmão USS Chicago sendo afundado em 30 de janeiro de 1943 na Batalha da Ilha Rennell por aeronaves japonesas. A Marinha Imperial Japonesa perdeu seis cruzadores pesados na Batalha do Golfo de Leyte em outubro de 1944: no dia 23, o Atago e o Maya foram torpedeados por submarinos estadunidenses e o Mogami danificado por aeronaves e navios a ponto de precisar ser afundado; dois dias depois, ataques aéreos afundaram o Suzuya e o Chikuma e danificaram o Chōkai o suficiente para que fosse deliberadamente afundado. Mais perdas para a Marinha Imperial Japonesa ocorreram no mês seguinte, quando o Nachi e o Kumano foram afundados por ataques aéreos, o primeiro no dia 5 e o segundo no dia 25. O Haguro da Marinha Imperial Japonesa foi emboscado por forças britânicas em 16 de maio de 1945 na Batalha do Estreito de Malaca e afundado, sendo seguido por seu irmão Ashigara em 6 de junho depois de ser torpedeado por um submarino britânico. As últimas perdas da Marinha Imperial Japonesa ocorreram em 24 de julho, quando o Aoba e o Tone foram afundados por ataques aéreos estadunidenses. O último cruzador pesado naufragado na guerra foi o USS Indianapolis da Marinha dos Estados Unidos, que foi torpedeado por um submarino japonês em 30 de julho enquanto navegava fora de combate.
Alguns outros cruzadores pesados naufragaram apenas alguns anos depois do fim da guerra. O Myōkō e o Takao da Marinha Imperial Japonesa foram capturados pela Marinha Real Britânica ao final da guerra e deliberadamente afundados no Estreito de Malaca em 8 de julho e 29 de outubro de 1946, respectivamente. O Prinz Eugen da Kriegsmarine foi tomado pela Marinha dos Estados Unidos como prêmio de guerra e afundou em 22 de dezembro depois de ser danificado pelas explosões dos testes nucleares da Operação Crossroads. Já o Lützow também da Kriegsmarine foi recuperado pela Frota Naval Militar da União Soviética e afundado em testes de armamentos em 22 de julho de 1947. Por fim, o USS Salt Lake City e o USS Pensacola foram afundados como alvos de tiro em 25 de maio e 10 de novembro de 1948, respectivamente.

## Lista

### Afundados em combate
| Navio           | Marinha                    | Data                   | Local                    | Condição                                                                      | Imagem | Ref           |
| --------------- | -------------------------- | ---------------------- | ------------------------ | ----------------------------------------------------------------------------- | ------ | ------------- |
| Baleares        | Armada Espanhola           | 6 de março de 1938     | Mar Mediterrâneo         | Desconhecida                                                                  |        | [ 2 ]         |
| Blücher         | Kriegsmarine               | 9 de abril de 1940     | Fiorde de Oslo           | Parcialmente emborcado a 64 m de profundidade                                 |        | [ 4 ]         |
| Fiume           | Marinha Real Italiana      | 29 de março de 1941    | Mar Mediterrâneo         | Desconhecida                                                                  |        | [ 6 ]         |
| Pola            | Marinha Real Italiana      | 29 de março de 1941    | Mar Mediterrâneo         | Desconhecida                                                                  |        | [ 6 ]         |
| Zara            | Marinha Real Italiana      | 29 de março de 1941    | Mar Mediterrâneo         | Desconhecida                                                                  |        | [ 6 ]         |
| USS Houston     | Marinha dos Estados Unidos | 1º de março de 1942    | Estreito de Sunda        | Parcialmente desmontado ilegalmente                                           |        | [ 11 ] [ 29 ] |
| HMS Exeter      | Marinha Real Britânica     | 1º de março de 1942    | Mar de Java              | Destruído ilegalmente                                                         |        | [ 12 ] [ 30 ] |
| HMS Cornwall    | Marinha Real Britânica     | 5 de abril de 1942     | Oceano Índico            | Desconhecida                                                                  |        | [ 31 ]        |
| HMS Dorsetshire | Marinha Real Britânica     | 5 de abril de 1942     | Oceano Índico            | Desconhecida                                                                  |        | [ 32 ]        |
| Mikuma          | Marinha Imperial Japonesa  | 6 de junho de 1942     | Oceano Pacífico          | Desconhecida                                                                  |        | [ 14 ]        |
| Trento          | Marinha Real Italiana      | 15 de junho de 1942    | Mar Jônico               | Desconhecida                                                                  |        | [ 7 ]         |
| USS Astoria     | Marinha dos Estados Unidos | 9 de agosto de 1942    | Estreito de Nova Geórgia | De pé a 860 m de profundidade; proa faltando                                  |        | [ 15 ] [ 33 ] |
| USS Quincy      | Marinha dos Estados Unidos | 9 de agosto de 1942    | Estreito de Nova Geórgia | De pé a 610 m de profundidade; proa faltando                                  |        | [ 15 ] [ 34 ] |
| USS Vincennes   | Marinha dos Estados Unidos | 9 de agosto de 1942    | Estreito de Nova Geórgia | Desconhecida                                                                  |        | [ 15 ]        |
| Kako            | Marinha Imperial Japonesa  | 10 de agosto de 1942   | Oceano Pacífico          | Desconhecida                                                                  |        | [ 17 ]        |
| Furutaka        | Marinha Imperial Japonesa  | 12 de outubro de 1942  | Estreito de Nova Geórgia | Partido ao meio a 600 m de profundidade; proa caída para bombordo, popa de pé |        | [ 17 ] [ 35 ] |
| Kinugasa        | Marinha Imperial Japonesa  | 13 de novembro de 1942 | Oceano Pacífico          | Desconhecida                                                                  |        | [ 18 ]        |
| USS Northampton | Marinha dos Estados Unidos | 1º de dezembro de 1942 | Estreito de Nova Geórgia | Desconhecida                                                                  |        | [ 19 ]        |
| USS Chicago     | Marinha dos Estados Unidos | 30 de janeiro de 1943  | Oceano Pacífico          | Desconhecida                                                                  |        | [ 20 ]        |
| Trieste         | Marinha Real Italiana      | 10 de abril de 1943    | La Maddalena             | Desmontado                                                                    |        | [ 7 ] [ 36 ]  |
| Atago           | Marinha Imperial Japonesa  | 23 de outubro de 1944  | Passagem de Palawan      | Desconhecida                                                                  |        | [ 37 ]        |
| Maya            | Marinha Imperial Japonesa  | 23 de outubro de 1944  | Passagem de Palawan      | De pé a 1,8 km de profundidade                                                |        | [ 37 ] [ 38 ] |
| Suzuya          | Marinha Imperial Japonesa  | 25 de outubro de 1944  | Mar das Filipinas        | Desconhecida                                                                  |        | [ 39 ]        |
| Chikuma         | Marinha Imperial Japonesa  | 25 de outubro de 1944  | Mar das Filipinas        | Desconhecida                                                                  |        | [ 40 ]        |
| Nachi           | Marinha Imperial Japonesa  | 5 de novembro de 1944  | Baía de Manila           | Desmontado                                                                    |        | [ 41 ]        |
| Kumano          | Marinha Imperial Japonesa  | 25 de novembro de 1944 | Santa Cruz               | Desconhecida                                                                  |        | [ 42 ]        |
| Admiral Scheer  | Kriegsmarine               | 9 de abril de 1945     | Kiel                     | Parcialmente desmontado; restante enterrado                                   |        | [ 3 ]         |
| Haguro          | Marinha Imperial Japonesa  | 16 de maio de 1945     | Estreito de Malaca       | Destruído ilegalmente                                                         |        | [ 23 ] [ 43 ] |
| Ashigara        | Marinha Imperial Japonesa  | 8 de junho de 1945     | Estreito de Banca        | Desconhecida                                                                  |        | [ 23 ]        |
| Aoba            | Marinha Imperial Japonesa  | 24 de julho de 1945    | Kure                     | Desmontado                                                                    |        | [ 18 ] [ 44 ] |
| Tone            | Marinha Imperial Japonesa  | 24 de julho de 1945    | Kure                     | Desmontado                                                                    |        | [ 45 ] [ 46 ] |

### Deliberadamente afundados
| Navio             | Marinha                   | Data                   | Local                    | Condição                                                 | Imagem | Ref           |
| ----------------- | ------------------------- | ---------------------- | ------------------------ | -------------------------------------------------------- | ------ | ------------- |
| Admiral Graf Spee | Kriegsmarine              | 17 de dezembro de 1939 | Rio da Prata             | Parcialmente desmontado; restante a 11 m de profundidade |        | [ 3 ]         |
| HMS Effingham     | Marinha Real Britânica    | 18 de maio de 1940     | Bodø                     | Desmontado                                               |        | [ 5 ]         |
| HMS York          | Marinha Real Britânica    | 22 de maio de 1941     | Baía de Suda             | Desmontado                                               |        | [ 9 ]         |
| HMAS Canberra     | Marinha Real Australiana  | 9 de agosto de 1942    | Estreito de Nova Geórgia | De pé a 760 m de profundidade                            |        | [ 16 ] [ 47 ] |
| Colbert           | Marinha Nacional Francesa | 27 de novembro de 1942 | Toulon                   | Desmontado                                               |        | [ 10 ]        |
| Foch              | Marinha Nacional Francesa | 27 de novembro de 1942 | Toulon                   | Desmontado                                               |        | [ 10 ]        |
| Dupleix           | Marinha Nacional Francesa | 27 de novembro de 1942 | Toulon                   | Desmontado                                               |        | [ 10 ]        |
| Algérie           | Marinha Nacional Francesa | 27 de novembro de 1942 | Toulon                   | Desmontado                                               |        | [ 10 ]        |
| Mogami            | Marinha Imperial Japonesa | 23 de outubro de 1944  | Estreito de Surigao      | A 1,4 km de profundidade                                 |        | [ 39 ] [ 48 ] |
| Chōkai            | Marinha Imperial Japonesa | 25 de outubro de 1944  | Mar das Filipinas        | A 5 km de profundidade                                   |        | [ 37 ] [ 49 ] |
| Seydlitz          | Kriegsmarine              | 29 de janeiro de 1945  | Königsberg               | Desmontado                                               |        | [ 4 ]         |
| Admiral Hipper    | Kriegsmarine              | 3 de maio de 1945      | Kiel                     | Desmontado                                               |        | [ 4 ]         |
| Myōkō             | Marinha Imperial Japonesa | 8 de julho de 1946     | Estreito de Malaca       | Desconhecida                                             |        | [ 50 ]        |
| Takao             | Marinha Imperial Japonesa | 29 de outubro de 1946  | Estreito de Malaca       | Desconhecida                                             |        | [ 51 ]        |

### Outras causas
| Navio              | Marinha                    | Data                   | Local                  | Condição                                 | Imagem | Ref           |
| ------------------ | -------------------------- | ---------------------- | ---------------------- | ---------------------------------------- | ------ | ------------- |
| HMS Raleigh        | Marinha Real Britânica     | 8 de agosto de 1922    | Estreito de Belle Isle | Destruído                                |        | [ 1 ]         |
| Bolzano            | Marinha Real Italiana      | 21 de junho de 1944    | La Spezia              | Desmontado                               |        | [ 8 ] [ 52 ]  |
| USS Indianapolis   | Marinha dos Estados Unidos | 30 de julho de 1945    | Oceano Pacífico        | Partido ao meio a 5,5 km de profundidade |        | [ 25 ] [ 53 ] |
| Prinz Eugen        | Kriegsmarine               | 22 de dezembro de 1946 | Kwajalein              | Emborcado                                |        | [ 3 ]         |
| Lützow             | Kriegsmarine               | 22 de julho de 1947    | Świnoujście            | Desconhecida                             |        | [ 27 ]        |
| USS Salt Lake City | Marinha dos Estados Unidos | 25 de maio de 1948     | Oceano Pacífico        | Desconhecida                             |        | [ 54 ]        |
| USS Pensacola      | Marinha dos Estados Unidos | 10 de novembro de 1948 | Oceano Pacífico        | Desconhecida                             |        | [ 55 ]        |